# Война за независимость Литвы
Война за независимость Литвы (лит. Lietuvos nepriklausomybės karas) — серия из трёх вооружённых конфликтов между сторонниками независимости Литвы и РСФСР (декабрь 1918 — август 1919), белогвардейцами (26 июля 1919 — 15 декабря 1919) и Польшей (1 сентября 1920 — 7 октября 1920).

## Предпосылки
После разделов Речи Посполитой в 1795 году территория Великого княжества Литовского была присоединена к Российской империи и Пруссии. В XIX веке возникло литовское национальное возрождение — общественное движение за создание независимого национального государства.
Во время Первой мировой войны территория Литвы была оккупирована Германией в 1915 году. Оккупация продолжалась до весны 1919 года. 16 февраля 1918 года Государственный совет Литвы (Литовская Тариба) объявил декларацию о восстановлении независимости государства, отрёкшись от правопреемства других стран. Декларация утверждала право на самоопределение, то есть создание государства внутри этнических литовских территорий. После заключения Брестского мирного договора Германия игнорирует по-факту декларацию о независимости от 16 февраля 1918 года. Но 23 марта 1918 года немцы формально признали декларацию; их планы в 1919 году сместились к созданию сети буферных стран (Mitteleuropa). Тем не менее, Германия не позволила Совету в 1918 году создать собственные вооружённые силы, полицейские силы, гражданские институты. Этот процесс возобновился в феврале 1919 года с началом эвакуации немцев. Было создано первое литовское национальное правительство во главе с Аугустинасом Вольдемарасом. Вольдемарас принял в начале декларацию, что Литве не потребуются военные силы, так как он не планировал участвовать в войне, и что лишь была необходима милиция.

## Формирование армии Литвы

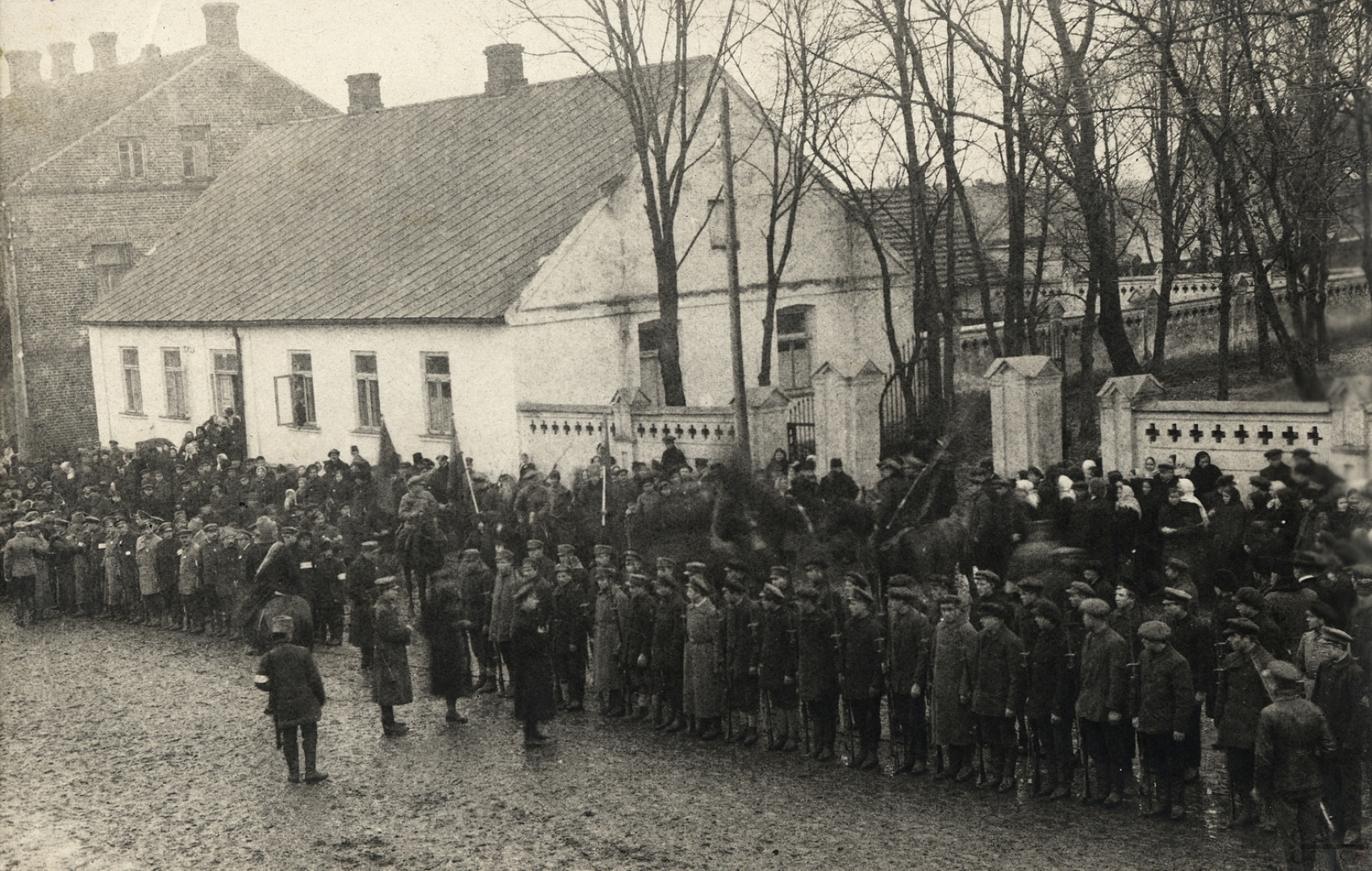
Добровольцы Литовской армии в Вилкавишкисе, 1919 год

Первый законодательный акт о создании армии был принят 23 ноября 1918 года. Его исполнение происходило медленно из-за отсутствия финансирования, вооружения, боеприпасов и опытных офицеров и в первую очередь из-за противодействия немецких оккупационных властей.
20 декабря Антанас Сметона и Аугустинас Вольдемарас отправились в Германию с просьбой о помощи. Германия выплатила литовскому правительству сто миллионов марок репараций. Организация новой литовской армии проходила с помощью специалистов из немецкой армии. Уход Сметоны и Вольдемараса со своих постов создали сложную внутриполитическую ситуацию.
Стал премьер-министром Литвы и сформировал кабинет Миколас Слежявичюс 26 декабря 1918 года. Воспринимая непосредственную угрозу государству, он издал прокламацию несколько дней спустя. Он пригласил немецких добровольцев сформировать армию для обороны страны. Добровольцам, согласившимся присоединиться к вооружённым силам, обещали бесплатную землю. Выполняя свои обязательства по перемирию поддерживать независимость Литвы, Германия изначально попыталась организовать волонтёрские силы от немецких частей, оставшихся на территории Литвы, но эти попытки не увенчались успехом. Агенты были отправлены в Германию, чтобы вербовать немецких добровольцев. Вскоре подразделения добровольцев сформировались, добровольцам платили 5 марок в день и ещё 30 марок каждый месяц.
Первые подразделения из Германии начали прибывать в Литву в январе 1919 года. К концу января 400 добровольцев были размещены в Алитусе, Ионаве, Кедайняе и Каунасе. Они легли в основу 46-й Саксонской дивизии, переименованной в марте в Южнолитовскую саксонскую добровольческую бригаду. Бригада состояла из 18, 19, и 20-го полков. Последний из них, также известный как Freikorps («Свободный корпус»), покинул Литву в июле 1919 года. После успешной попытки формирования сил из немецких добровольцев для защиты литовских территорий и начала эвакуации основных германских сил, 5 марта 1919 года была объявлена мобилизация в армию мужчин, 1897 — 1899 годов рождения.
В конце лета 1919 года литовская армия насчитывала около 8000 человек. Во время последующих сражений с Красной Армией потери составили 1700 убитыми, 2600 ранеными, 800 пропали без вести. Историк Альфонсас Эйдининтас говорит о 1444 убитых.

## Советско-литовская война
В конце 1918 года советское руководство организовала Западный поход Красной армии с целью занятия территории Белоруссии и Прибалтики и установления на их территории советской власти. В декабре 1918 года Красная Армия заняла Швенчёнис, Утяну и Рокишкис. 31 декабря 1918 года Литовская Тариба переехала из Вильны в Ковно. В январе 1919 года Красная Армия заняла Вильну, Укмерге и Паневежис. В феврале 1919 года литовские и немецкие войска остановили продвижение красных.
В конце февраля началось контрнаступление, и немецкие войска и литовские подразделения при поддержке немецкой артиллерии взяли Можейки и Сяды, преследовали красных до Куршан. К середине марта немцы взяли Куршаны, Шавли, Радзивилишки, Шадов и Янишки. С 19 марта по 4 апреля шли бои за Поневеж, оставшийся за РККА. 
С 3 по 8 апреля 1919 года литовские войска начали наступление на Вильну, от Олиты до Дауг и от Кошедар до Жослей. Первоначально наступление проходило успешно, но затем РККА сумела остановить его. 3 мая у красных был отбит Вилкомир. 18 мая литовцы вернули себе Куркле и Оникшты, 23 мая — Поневеж, 2 июня — Уцяны. Однако 12 и 20 июня РККА провела удачные контратаки, и фронт стабилизировался. 
25 августа литовские войска заняли Зарасай и, пройдя около 30 км, вышли к Двинску. Одновременно 26 августа в двинском направлении началось совместное с поляками наступление вдоль железной дороги к Турманту. К 31 августа поляки и литовцы подошли к Западной Двине. Участие литовских частей в боевых действиях прекратилось. 
12 июля 1920 года в Москве был подписан мирный договор между РСФСР и Литвой. 27 августа 1920 года литовские войска вошли в Вильно.

## Война с белогвардейцами

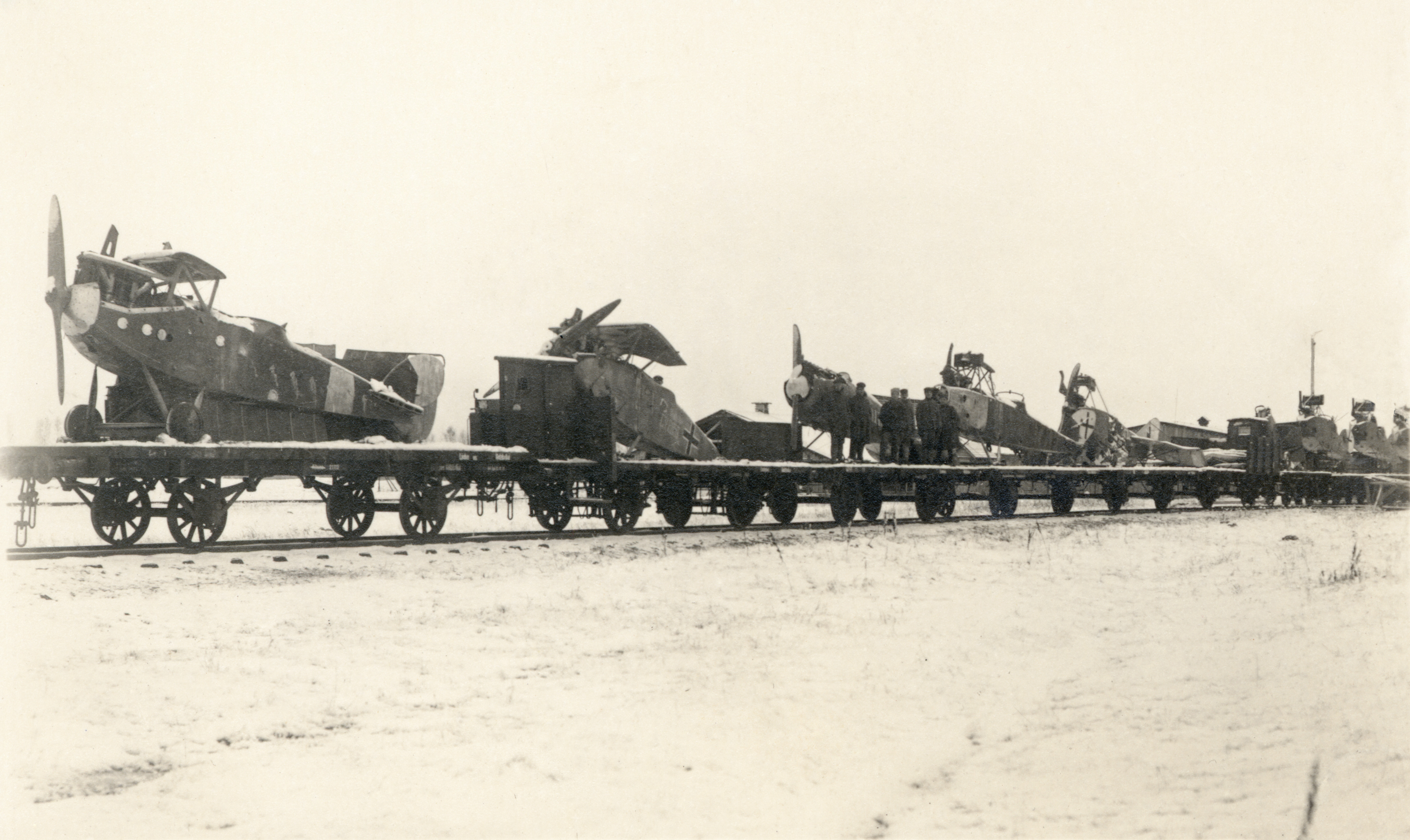
Трофейные самолеты Западной добровольческой армии, которые литовская армия захватила после боёв под Радвилишкис в 1919 году

Белогвардейцы под командованием Павла Бермонта-Авалова и официально известные как Западная добровольческая армия, были смешанным немецко-русским формированием. Армия состояла из русских военнопленных, выпущенных Германской империей, на условиях борьбы против Красной Армии в гражданской войне в России, и солдат Freikorps («Свободного корпуса»), дислоцированных в Латвии и Литве, после поражения Германии в Первой мировой войне. Официальной целью была борьба с большевиками вместе с силами Александра Колчака, но фактическая выполнялась задача по сохранению немецкой власти на территориях, занятых немцами во время Первой мировой войны.
Сначала силы Западной добровольческой армии воевали в основном в Латвии, но в июне 1919 года они пересекли литовско-латвийскую границу и взяли город Куршенай. В то время литовцы воевали с Красной Армией и могли выдавать только ноты протеста. В октябре 1919 года белые заняли значительные территории на западе Литвы (Жемайтия), в том числе такие города как Шяуляй, Биржай и Радвилишкис. На занятых территориях официальным признавался только русский язык.
На занятых белогвардейцами территориях литовцы организовывали партизанские отряды. В октябре 1919 года литовские войска начали наступление на белых, добившись важных побед 21 ноября и 22 ноября возле Радвилишкиса, крупного железнодорожного узла. Литовцы захватили там значительные трофеи, в том числе 30 самолётов и 10 орудий. Позднее столкновения были остановлены вмешательством представителя Антанты, французского генерала Анри Нисселя, который следил за выводом немецких войск. К 15 декабря 1919 года Западная добровольческая армия покинула территорию Литвы.

## Война с Польшей

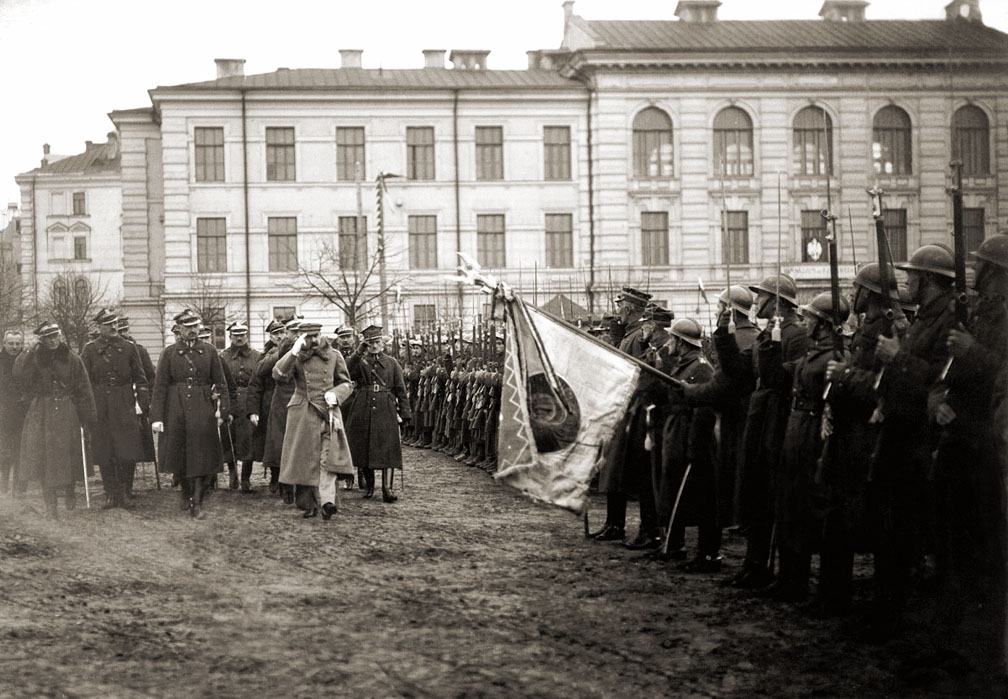
Польские солдаты в Вильно, 19 апреля 1919 года

В апреле 1919 года польская армия заняла Вильно и Виленский край. Подпольная Польская военная организация (пол. Polska Organizacja Wojskowa) пыталась организовать государственный переворот в Литве. Отступая немцы позволили организовать в гододе Сейны литовскую администрацию. 23 августа поляки организовали Сейненское восстание и выбили литовцев из города. До начала сентября город переходил из рук в руки. Летом 1920 года воспользовшись отступлением польской армии под натиском Красной Армии литовские войска заняли Пуньск, Сувалки, Сейны и Августов. В конце августа поляки предприняли контрнаступление и отбили потерянные территории. 7 октября 1920 года представители Литвы и Польши заключили Сувалкское соглашение. Прекращение огня должно было начаться 10 октября.

## Мятеж Желиговского
8 октября 1920 года с негласной санкции Юзефа Пилсудского по приказу Люциана Желиговского формально вышедшие из повиновения польскому командованию войска 1-й литовско-белорусской дивизии заняли Вильно (9 октября 1920) и Виленский край. На занятых территориях было образовано самостоятельное государство, формально независимое от Польши — Срединная Литва. Армия Литвы остановила польское наступление в ноябре 1920 года у городка Гедрайчяй. 29 ноября в Каунасе под давлением Лиги Наций между правительством Литвы и представителями Л. Желиговского было подписано перемирие. В 1922 году Срединная Литва вошла в состав Польши.